# Nymanbolagen
Nymanbolagen (conegut també com a Nymans AB o, simplement, Nymans) fou un fabricant suec de bicicletes, ciclomotorss i motocicletes amb seu a Uppsala. L'empresa va fabricar també petits motors de dos temps forabord.
L'empresa original, fundada el 1873 per Anders Nyman, produïa instruments quirúrgics fins que, el 1880, es diversificà i passà a construir velocípedes. Més tard, Nymans va fabricar les conegudes bicicletes de marca Hermes. L'empresa anà canviant de propietat i de denominació al llarg dels anys (des del 1899, s'anomenà Aktiebolaget Nymans verkstäder, NV). El 1926, Nymans va començar a produir les seves primeres motocicletes sota la marca NV i el 1932 va completar la gamma amb ciclomotors de 98 cc. El 1947, l'empresa es va fusionar amb la Lindblads Verkstäder (Amerikansk Cycleimport) d'Estocolm (fabricant de les bicicletes Crescent) i alguns altres petits productors de bicicletes per a crear la Nymanbolagen AB a Uppsala. El 1961, Nymanbolagen es va fusionar amb el fabricant de bicicletes Monark AB de Varberg (Halland) i ambdós van crear la Monark-Crescentbolagen, o MCB. Més tard, tota la producció es va traslladar a Varberg.
La fàbrica de Varberg és propietat actualment de Grimaldi Industri AB per mitjà de la seva divisió de bicicletes Cycleurope, la qual produeix, a banda de les clàssiques Monark i Crescent, nombroses altres marques (entre elles Bianchi, Gitane i Puch).